# (70446) Pugh
(70446) Pugh est un astéroïde de la ceinture principale.

## Description
(70446) Pugh est un astéroïde de la ceinture principale. Il fut découvert le 10 octobre 1999 à Gnosca par Stefano Sposetti. Il présente une orbite caractérisée par un demi-grand axe de 2,64 UA, une excentricité de 0,11 et une inclinaison de 3,0° par rapport à l'écliptique.

## Compléments